# Nouvel Hôpital civil
Le Nouvel Hôpital civil (ou NHC) de Strasbourg est constitué de deux bâtiments et occupe une surface totale de 90 000 m2. Il est situé sur le site de l'Hôpital civil. Il a ouvert le 31 mars 2008.

## Histoire

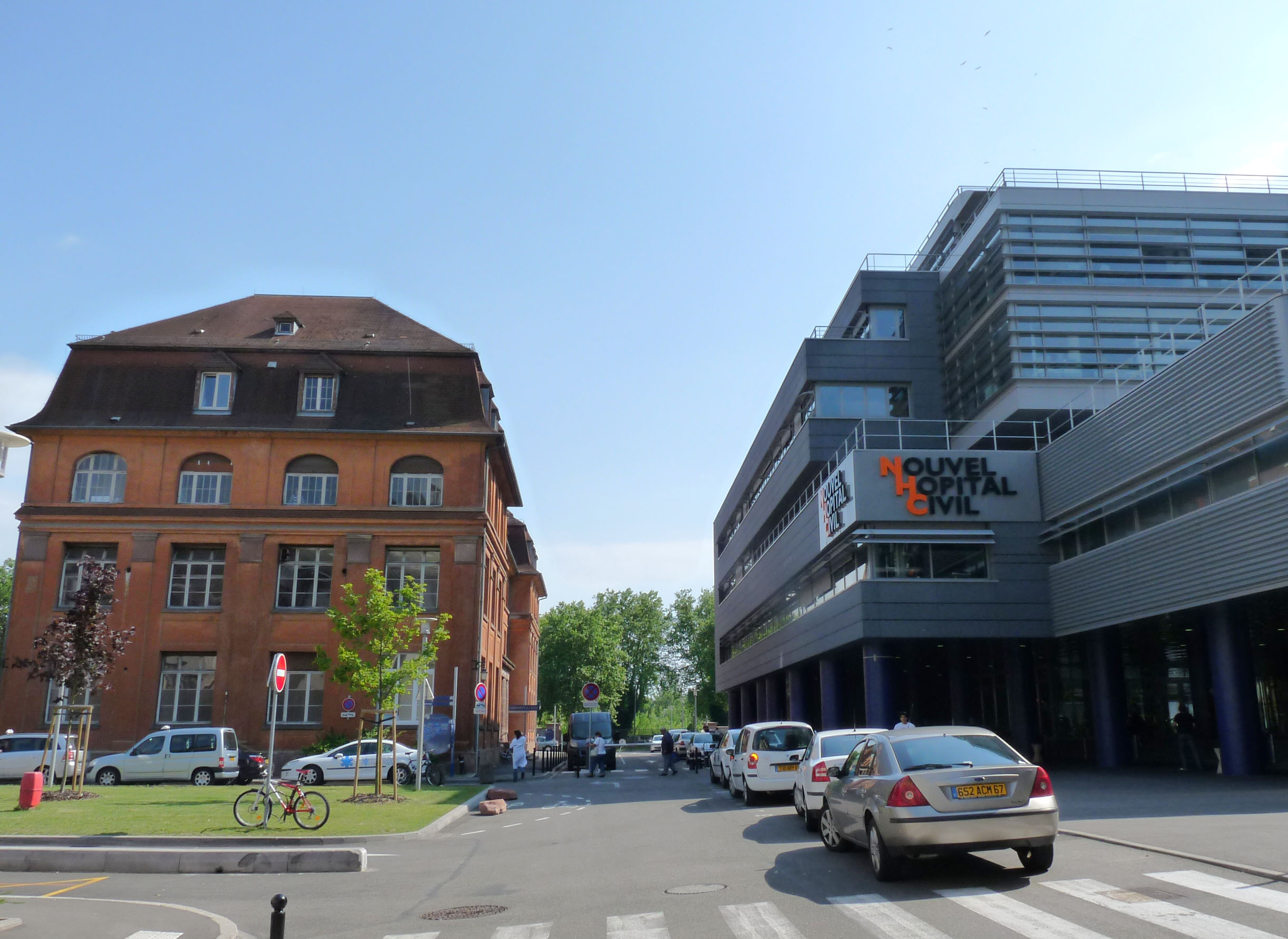
Le NHC, contigu à un bâtiment de l'ancien Hôpital civil

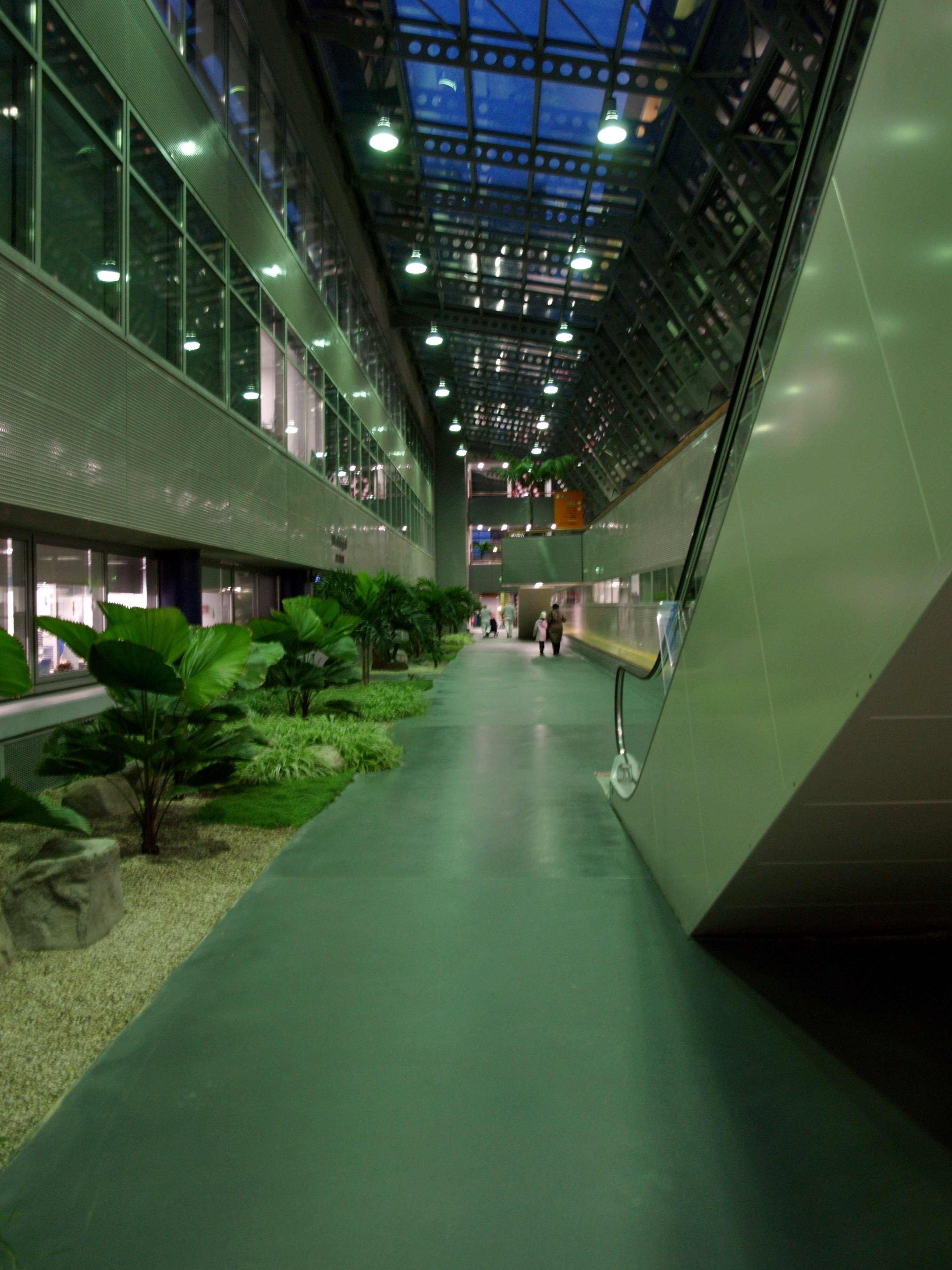
L'intérieur du NHC

### Le projet
Le remplacement des anciens bâtiments de l'Hôpital civil est envisagé dès la fin des années 1980, mais il ne commence à se concrétiser qu'en 1992 avec l'adoption du projet d'établissement 1993-1998 des Hôpitaux Universitaires de Strasbourg qui prévoit la création d'une nouvelle structure. Le projet est nommé Pôle Cœur-Poumon et c'est l'architecte Claude Vasconi ainsi que les cabinets d'études OTH et OTE qui remportent le concours de concepteurs en mai 1993. La structure ne prend le nom de « Nouvel Hôpital civil » qu'en 1995 avec le concours du Ministère de la santé. Une seconde tranche est ajoutée au Pôle Cœur-Poumon et c'est à nouveau l'équipe de Claude Vasconi qui remporte le marché. L'adoption de l'avant-projet définitif se fait le 24 février 1999 et les travaux préliminaires de destruction et terrassement débutent à la fin de l'année 2000.

### La construction
Le CHU de Strasbourg a assuré la maîtrise d'ouvrage tandis que l'architecte et maître d'œuvre du projet est Claude Vasconi. Le chantier de construction aura duré près de six ans, soit de 2002 à 2008.
Le projet a couté près de 300 millions €.
L'accompagnement ergonomique du projet a été confié au Cabinet Ergonomie Conseil.

### L'inauguration
L'inauguration s'est faite le 6 janvier 2009 en présence du président de la république, Nicolas Sarkozy. Il s'agissait alors du plus grand centre hospitalier réalisé depuis l'Hôpital européen Georges-Pompidou avec plus de 2700 agents (dont plus de 500 médecins).
Le premier patient a été accueilli le 31 mars 2008, puis le transfert des patients depuis les anciennes unités de l'Hôpital civil s'est fait de manière progressive sur six semaines.

## Caractéristiques
L'hôpital comporte 715 lits. Son bloc opératoire central comprend 15 salles et est complété par 13 blocs de chirurgie ambulatoire.
Il dispose d'une surface totale de 90 000 m2 sur 8 niveaux et dispose d'une plateforme permettant d'accueillir des hélicoptères.
Il héberge les disciplines de pneumologie, cardiologie, chirurgie cardiovasculaire et thoracique, médecine interne, hépato gastro-entérologie, néphrologie, réanimation, chirurgie digestive, urologie, ophtalmologie, dialyse et un pôle d'accueil d'urgence. Il possède le robot médical Da Vinci.
Son plateau technique d'imagerie comprend notamment 3 scanners, 2 IRM, 6 salles d'imagerie interventionnelle et deux gamma-caméra.